# Saved by Love
Saved by Love er en amerikansk stumfilm fra 1908 af Edwin S. Porter.

## Medvirkende
- Florence Turner
- Pat O'Malley
- Walter Edwin
- Miriam Nesbitt